# لئون گامبتا
لئون گامبتا (فرانسوی: Léon Gambetta‎; ۲ آوریل ۱۸۳۸ – ۳۱ دسامبر ۱۸۸۲) سیاست‌مدار اهل فرانسه بود.
وی از سال ۱۸۸۱ تا ۱۸۸۲ نخست‌وزیر فرانسه و از سال ۱۸۷۰ تا ۱۸۷۱ وزیر کشور فرانسه بود. گامبتا نقش برجسته‌ای در جنگ فرانسه و پروس داشته‌است.

## نگارخانه

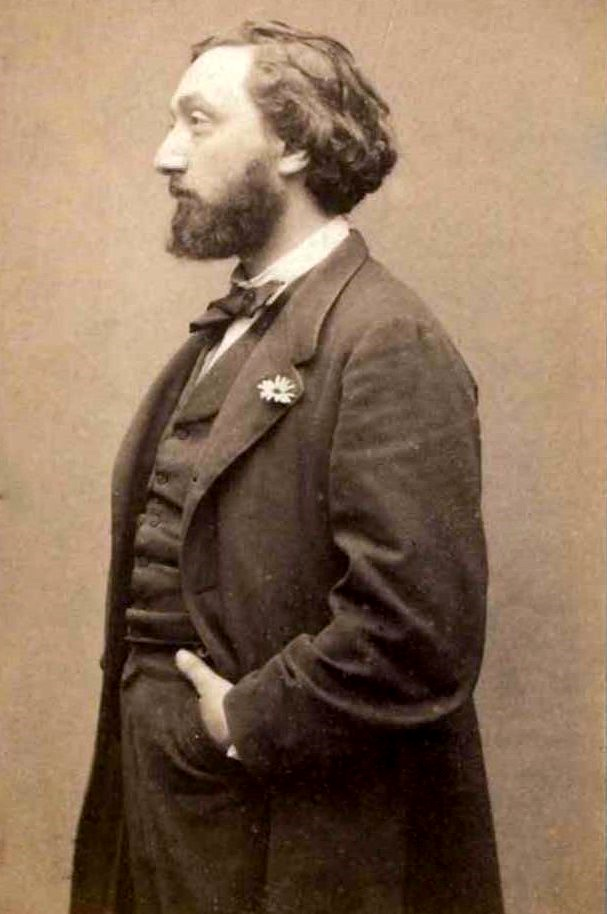
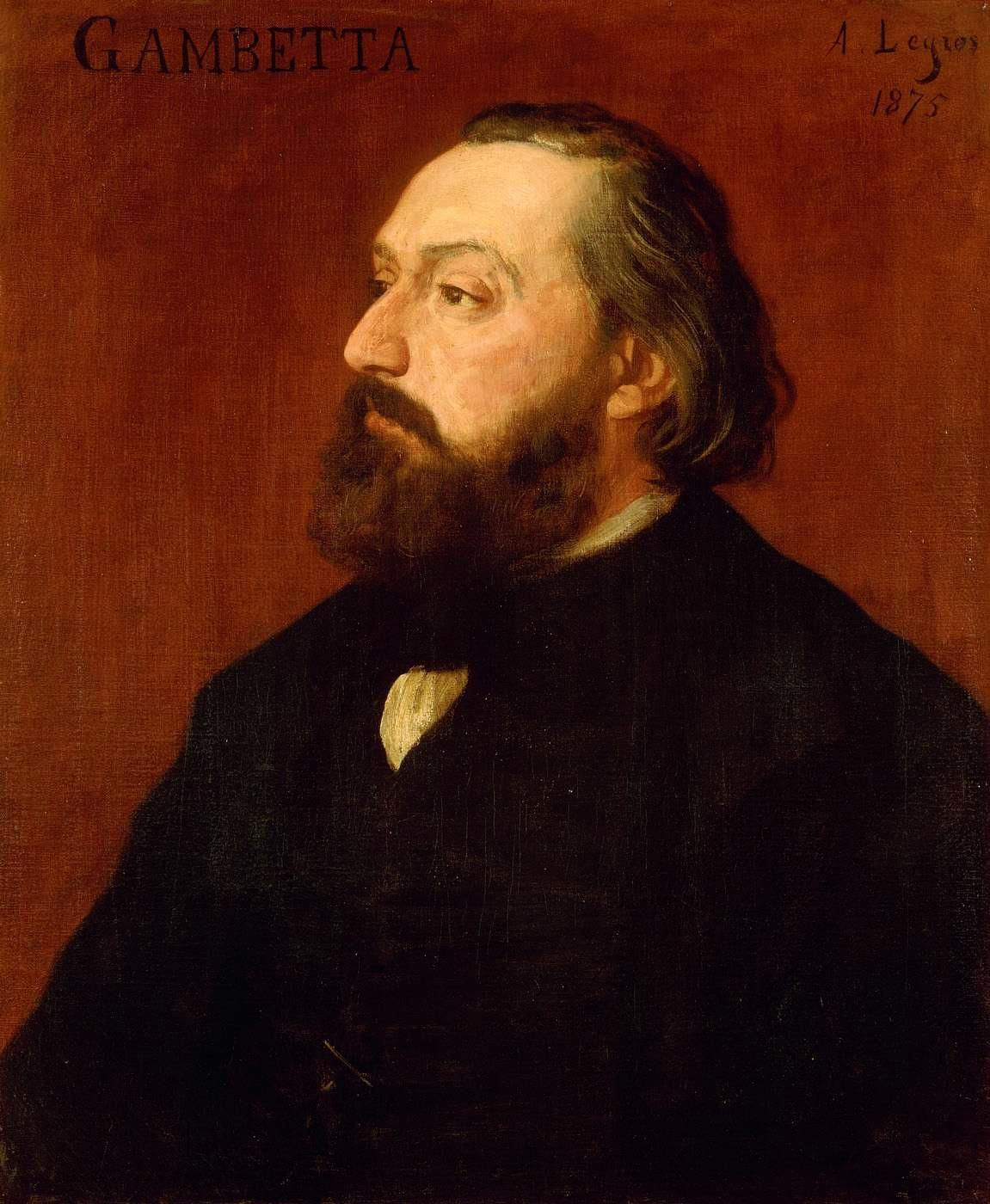
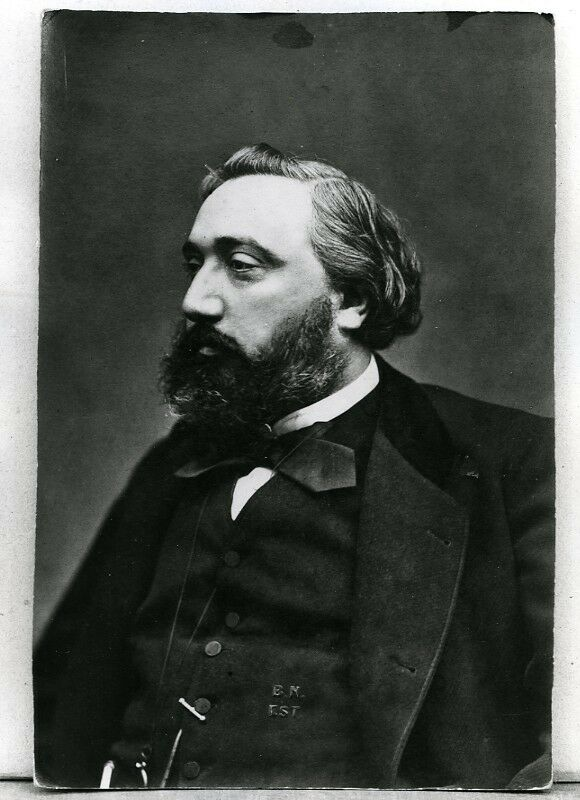
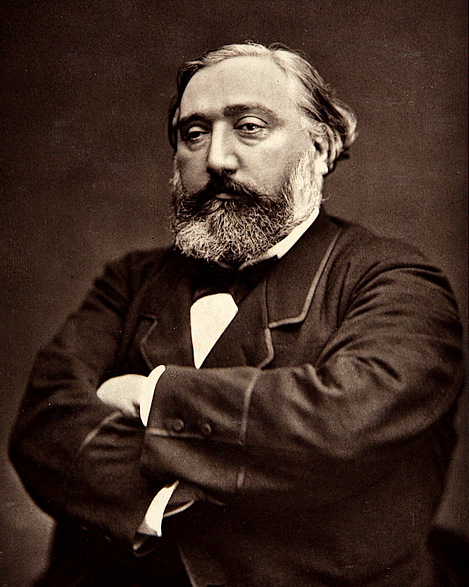